# 정천초등학교
정천초등학교는 대한민국 경기도 수원시에 있는 공립 초등학교이다.

## 학교 연혁
- 1990년 2월 6일 : 정천국민학교 설립인가
- 1991년 10월 20일 : 25학급 편성 개교
- 1996년 3월 1일 : 정천초등학교로 교명을 변경
- 2009년 8월 26일 :현재자리로 건물이전
- 2014년 2월 14일 : 제 22회 졸업 199명 (총 4959명)

## 참고 자료
- 정천초등학교 - 한국교육학술정보원 학교알리미